# マントル

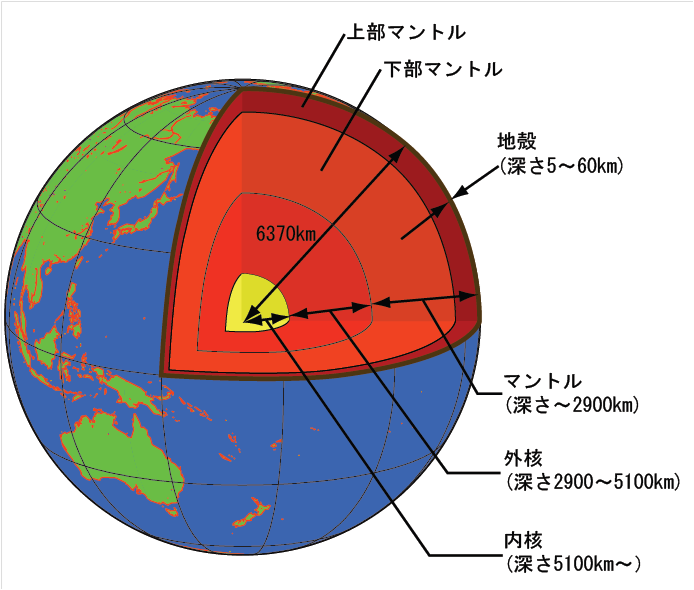
地球の内部構造を描いた想像図。

マントル（英語: mantle, 「覆い」の意）とは、天体の内部の層の一つ。

## 概要
惑星や衛星において、核の外側にある層である。地球型惑星などでは、金属の核に対しマントルは岩石からなり、さらに外側には岩石からなるがわずかに組成や物性が違う、ごく薄い地殻がある。
名称はフランス語のマント（manteau）に由来し、マントルが核の周りを包んでいることを表している。
| マントルの不均一性とレオロジーの詳細は何か?660 kmの不連続性の構造と、極地ドリフトの正しいひな形（原形）との関係は何か?。 |

| 内部マントル構造は、地球の軸のチャンドラーのぐらつきに対する共鳴を提供するのか、それとも他の外部メカニズムなのか。利用可能な動きは、433日間のぐらつきの期間のための一貫したドライバーではないようである。 |

## 地球

1.地殻、2.マントル、3a.外核、3b.内核
4.リソスフェア、5.アセノスフェア

マントルの構造

地球の場合は、大陸地域で地表約30 – 70 kmから、海洋地域で海底面下約7 kmから約2,900 kmまでの範囲を指す。地殻は大陸地殻や海洋地殻といった違いがあるが地表面から地下およそ5 – 60 kmまでの厚さを有しており、マントルはその下層に位置している。
地球のマントルと地殻の境界は、発見者の名からモホロビチッチ不連続面（略称モホ面）と呼ばれている。地震波がモホ面を通るときには密度の違いから速度が急変し角度によって屈折を起こす。地殻直下のマントルは物理的に地殻と一体化しているが、同時に、モホ面という境界が観測されるのである。密度の違いは地殻とマントルの物質組成が異なることによる。マントルの下面はグーテンベルク不連続面と呼ばれており、外核との境界になっている。
地球の上部マントルはかんらん岩を主成分とする岩石で構成されており、マントル内における化学組成に大きな差異はないとする説と、上部マントルと下部マントルで異なるとする説が対立しているが、現在では地震波の観測や解析の精度があがり、高温高圧物性物理学も大きく進展したことにより成層しているとの説が主流になっている。

### 成層構造
深度が深くなるにつれ、温度・密度ともに上昇するが、特に密度については、鉱物相が相転移することにより不連続に増加する。410 km、520 km、660 km、2,700 kmの地点に地震波の不連続面があり、これが相転移の境界と考えられている。この中では660 km不連続面は明瞭であり、これを境に上部マントルと下部マントルに分けている。鉱物相による分類については、上位からかんらん石（α相）、変形スピネル相（β相、ウォズレイアイトとも）、スピネル相（γ相、リングウッダイトとも）、ペロブスカイト相、ポストペロブスカイト相（D’’層 ディーツープライム とも）となっている。マントル構成物質は、この境界を移動するごとに相転移し結晶構造が変化、密度も変化する。
かんらん石の層はモホ面から440 km不連続面までで、マントルの最上部を占める。この層は、地殻とともに圧力や温度、水分含有量などの条件により、部分溶融を起こしマグマを生成する。変形スピネル相およびスピネル相はマントル遷移層または転移層とも呼ばれている。660 km以深のペロブスカイト相の層では、圧力は23.4 GPaを超えている。スピネル相構造のかんらん石が分解され、マグネシオウスタイト (Mg,Fe)Oと稠密な構造のペロブスカイト MgSiO3 とで構成されている。2,700 km以深のマントルの最下部はD’’層とも呼ばれ、ペロブスカイト相よりも稠密で密度も高いポストペロブスカイト相となっている。ポストペロブスカイト相の発見は、2004年のことである。核境界付近の構造は不明な部分も多く、下部マントル層の深部で核に接している部分は薄い層が溶解し、この溶解部分からマントル・プリュームが上昇しているのではないかという説がある。
また、マントルを力学性質から分類すると、上位から地殻と合わせてリソスフェア、アセノスフェア、メソスフェアに分類される。リソスフェアは地殻も含んだマントル上部の層で、温度・密度が低く、剛性も高い。その下面は60 – 100 kmの地点にある。リソスフェアはプレートテクトニクスにおけるプレートにほぼ相当する部分で、地表面を移動している。アセノスフェアはリソスフェアとメソスフェアの間にある層で、100 – 300 kmの間にある。地震波の低速度域であり、物質が部分溶融し、流動性を有している。低速度域のみがアセノスフェアとされるが、場合によっては下限を660 kmの面と考える説もある。メソスフェアはマントルの大部分を占め、高い剛性を有する固体と考えられている。

### 構成成分
リングウッド(A. E. Ringwood, 1963)らは、上部マントルの組成はダナイトと玄武岩が3:1の割合で混合したパイロライト(pyrolite)と呼ばれる仮想的岩石から構成され、この物質が分別溶融を起こすと玄武岩質マグマが生成すると考えた。
下部マントルの組成については諸説あり、上部マントルと同じパイロライトの組成を維持しているとする説、または、化学組成が異なりより二酸化ケイ素成分に富んだペロブスカイト相(MgSiO3)を主成分とするとする説があり決着がついていない。前者であればマントルは太陽系の元素組成に近いCIコンドライトよりもケイ素に枯渇している事になり、後者であれば始源的な隕石であるC1コンドライトの化学組成に一致するが、マントルは2層対流で上部と下部の物質の混合が起こりにくい構造を支持する。
| 構成元素     | 含有率/% |
| ------------ | -------- |
| 酸素         |          |
| マグネシウム | 22.22    |
| ケイ素       | 21.31    |
| 鉄           | 5.86     |
| カルシウム   | 2.50     |
| アルミニウム | 2.17     |
| クロム       | 0.301    |
| ナトリウム   | 0.2745   |
| ニッケル     | 0.2108   |
| チタン       | 0.132    |
| マンガン     | 0.1016   |

### 調査法
従来の地底直接探査は、コラ半島超深度掘削坑（ソビエト連邦）や国際深海掘削計画などでも到達深度は地殻にとどまっている。マントルやその下の構造は地震波の伝わり方などから推測して調査されてきた。日本の海洋研究開発機構（JAMSTEC）が地球深部探査船「ちきゅう」により、2020年代前半のマントル掘削と試料直接採取を目指している。
このほかにJAMSTECは静岡大学・新潟大学・金沢大学とともに、国際陸上科学掘削計画（ICDP）に参加。過去の地殻変動で地表近くにせり上がってきたマントルが含まれるオフィオライトを中東オマーンで採取し、ちきゅう船内に運んで分析している。
上記のように、マントル上部の物質についてはオフィオライトなど、造山運動などにより地表に現れたものがあり、マントル下部の物質についてもキンバーライトなど地表に噴出したものが発見されている。
地震波トモグラフィーにより、地球内部の密度などを算定するほか、地表で得られたマントル物質を参考に、シミュレーションのほか、鉱物の高圧実験による再現実験を行い、条件に合う圧力・温度・密度とその際の鉱物相を明らかにしている。

### 物性
マントルの物性値は下表のようであるとされている。マントルの流動の研究には流体力学などが援用されるが、物性値のうち特に粘性の（通常の流体と比較したときの）特異性がCFDなどを用いた解析を困難なものにしている。
| 物性         | 値                | 備考                                                |
| ------------ | ----------------- | --------------------------------------------------- |
| 熱膨張率     | 10−5 K−1          |                                                     |
| 熱拡散率     | 10−6 m2/s         |                                                     |
| 定圧比熱     | 103 J/kg K        |                                                     |
| 密度         | 3.3–5.6×103 kg/m3 | 深度の違いによって、上下で約65%の差があるとされる。 |
| 体積弾性率   | 100–600 GPa       |                                                     |
| 粘性率       | 1021–1022 Pa s    | 100 Kの温度変化で1桁低下する。                      |
| 動粘性率     | 1016–1020 m2/s    |                                                     |
| プラントル数 | 約1024            |                                                     |
| 応力緩和時間 | 10年 – 10万年     |                                                     |

## 地球以外の天体

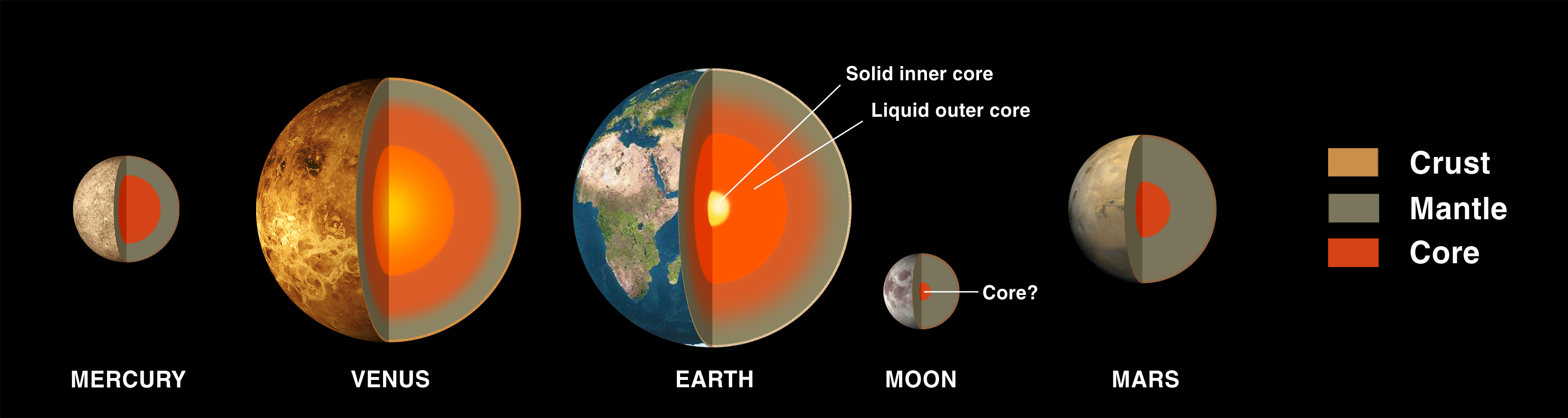
地球型惑星と月の内部構造を描いた絵図。灰色がマントル。月の内部構造もまた想像図である。

地球型惑星や大型の岩石衛星は、地球に似たマントルを持つと推定されている。金属核の割合が高いとされる水星のマントルは地球と比較して酸化鉄の割合が少なく、硫黄の含有量が多いと推定される。対して、火星のマントルは酸化鉄の含有量が多いと推定される。
木星型惑星は、核の外側に金属水素のマントルを持ち、その外側には液体水素の層があると推測されている。天王星型惑星は、核の外側に水、アンモニア、メタンの氷からなるマントルがあり、その外側には水素とヘリウムの層があると推定されている。ただし、これらの層がマントルと呼ばれることは比較的少ない。
大型の氷衛星や太陽系外縁天体の中には、氷と岩石の2層からなっているものがあると推測されている。この場合、中心部の岩石の層を核、周辺部の氷の層をマントルと呼ぶ。エウロパやガニメデなどでは、マントルの最下層は潮汐摩擦による地熱で溶けて海になっている可能性がある。